# Regiunile Turciei
Regiunile geografice ale Turciei  (turcă Türkiye'nin coğrafi bölgeleri) sunt șapte regiuni  (bölgesi) turcești care se află în Turcia. Regiunile sunt definite mai mult cu scopuri statistice și nu se referă la diviziuni administrative.

## Denumirile regiunilor
Regiunile sunt:

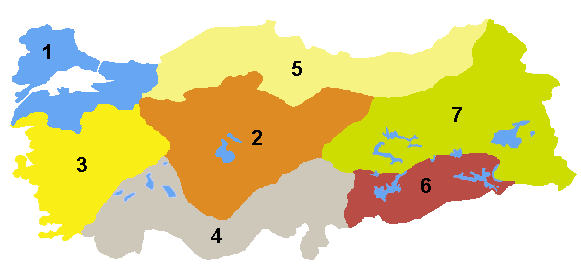
Regiunile Turciei: 1. Regiunea Marmara, 2. Regiunea Anatolia Centrală, 3. Regiunea Egeeană, 4. Regiunea Mediteraneeană, 5. Regiunea Mării Negre, 6. Regiunea Anatolia de Sud-Est, 7. Regiunea Anatolia de Est

- Regiunea Anatolia de Est (Doğu Anadolu Bölgesi)
- Regiunea Anatolia Centrală (İç Anadolu Bölgesi)
- Regiunea Anatolia de Sud-Est (Güneydoğu Anadolu Bölgesi)
- Regiunea Egeeană (Ege Bölgesi)
- Regiunea Marmara (Marmara Bölgesi)
- Regiunea Mării Negre (Karadeniz Bölgesi)
- Regiunea Mediteraneeană (Akdeniz Bölgesi)

## Provincii

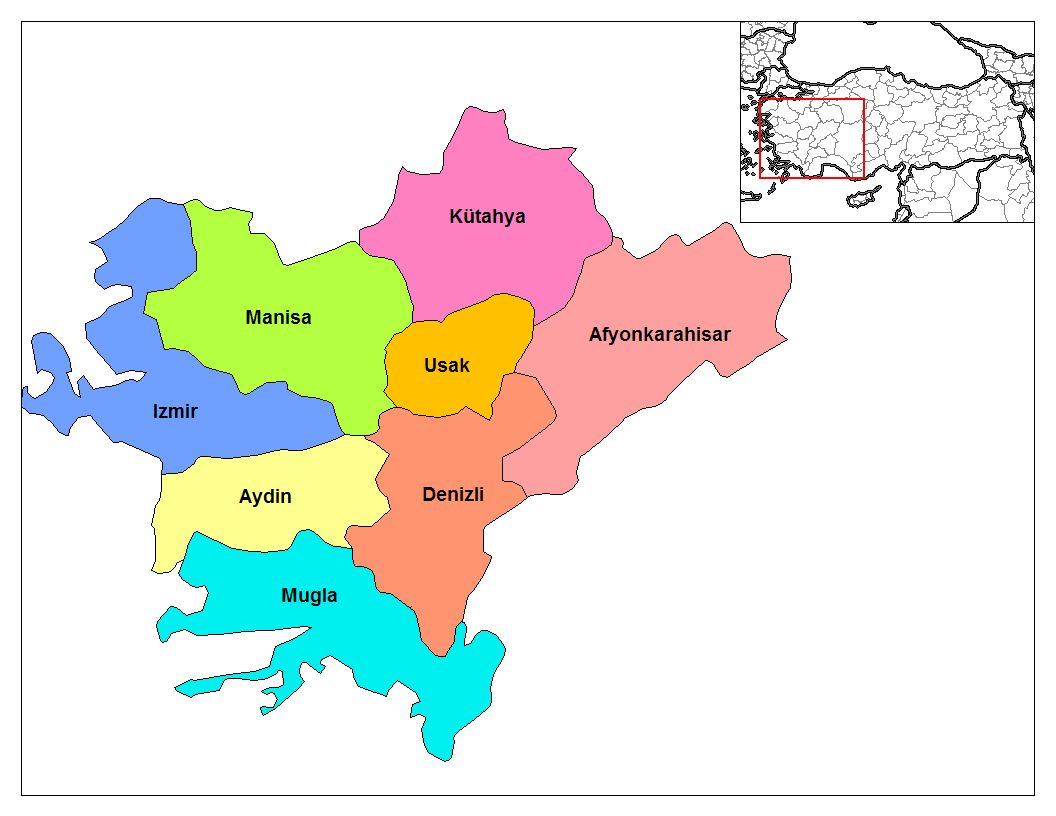
Regiunea Aegean

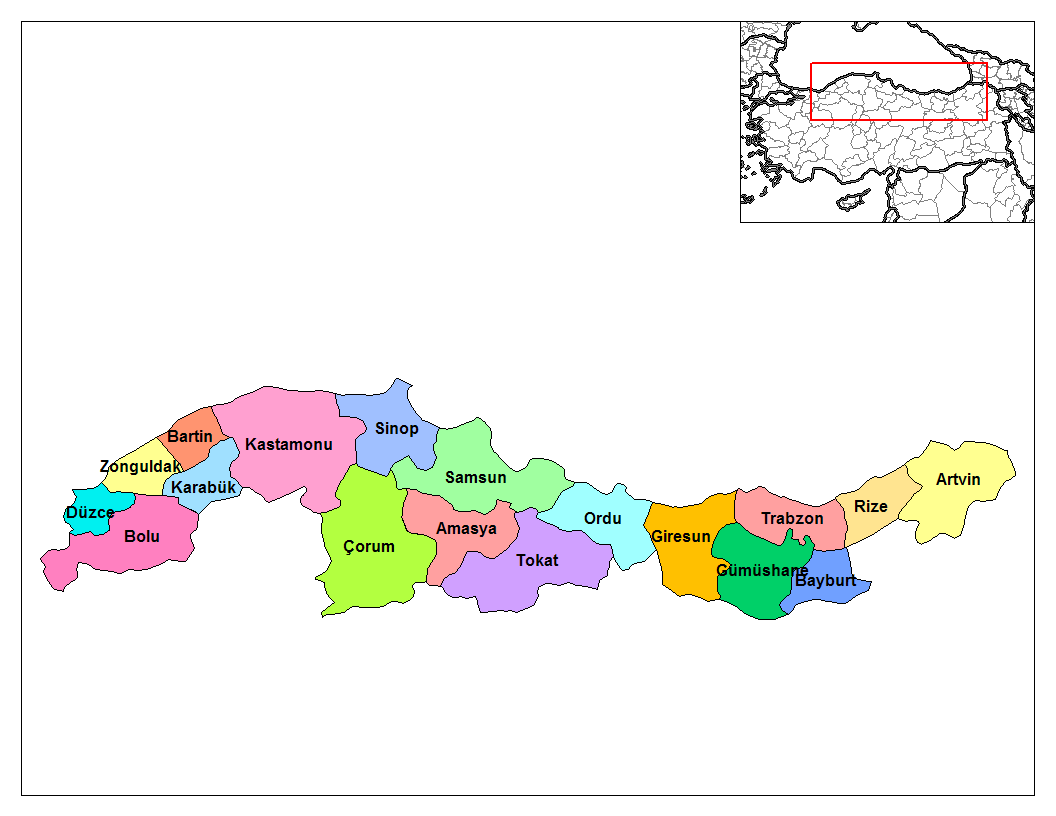
Regiunea Marea Neagră

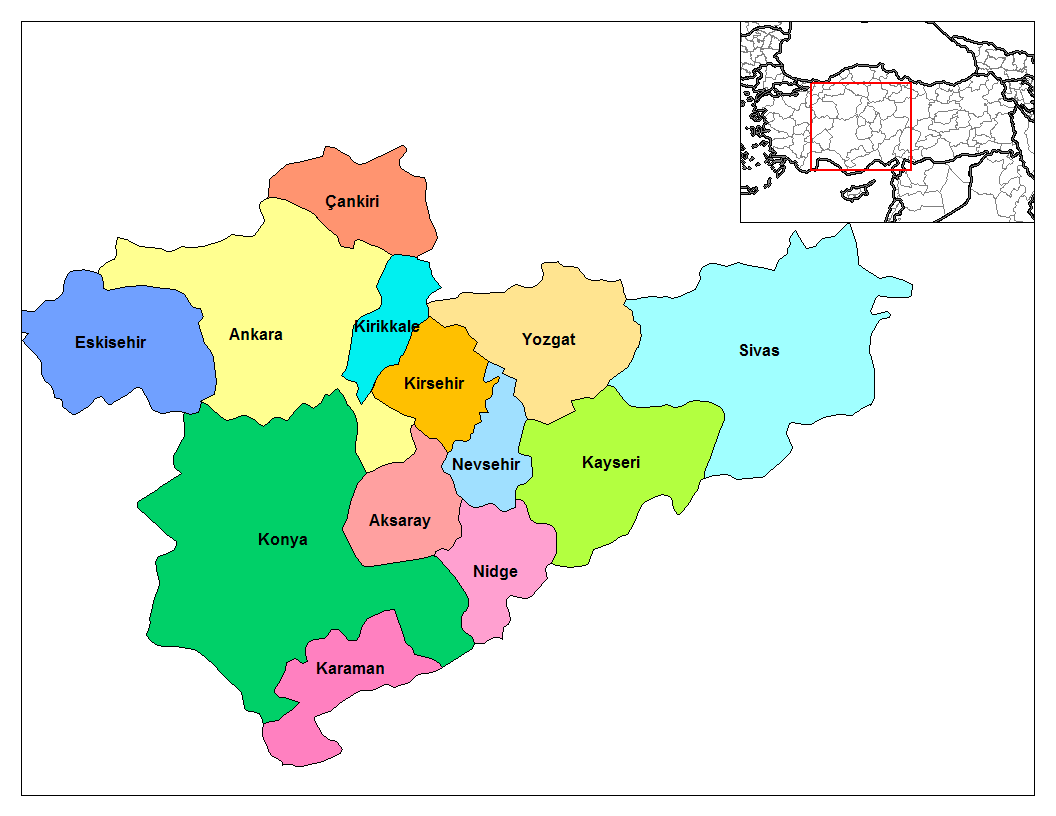
Regiunea Anatolia centrală

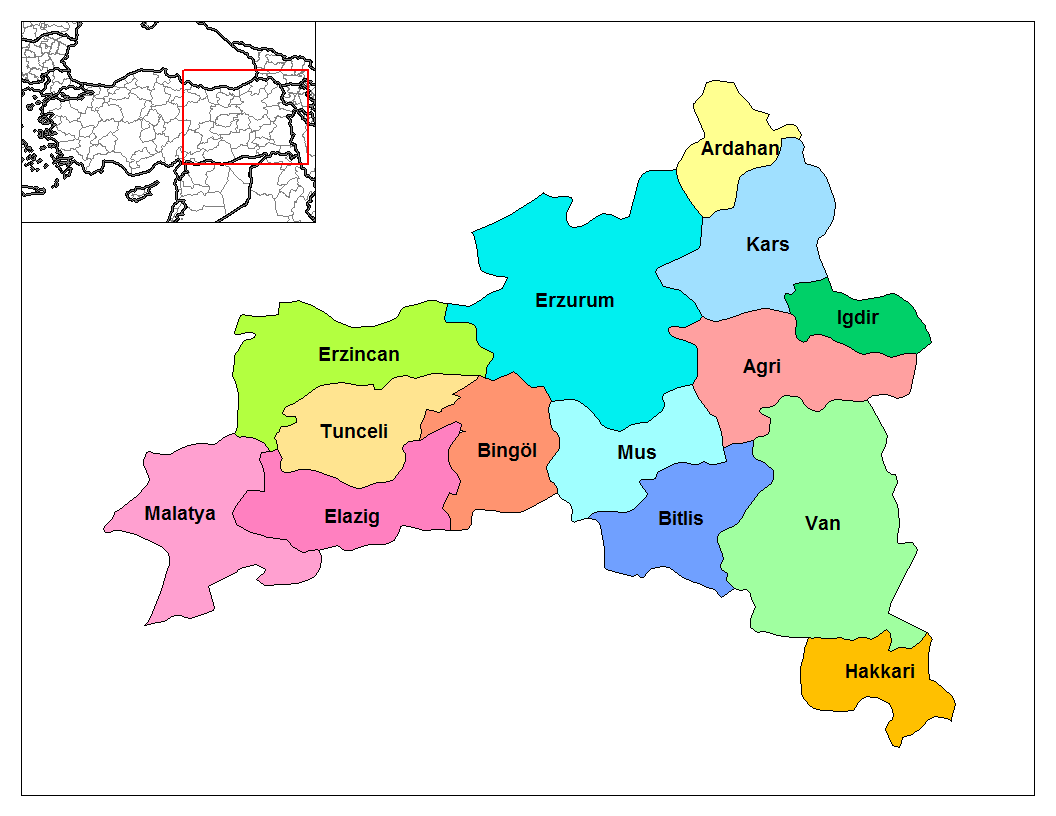
Regiunea Anatolia de est

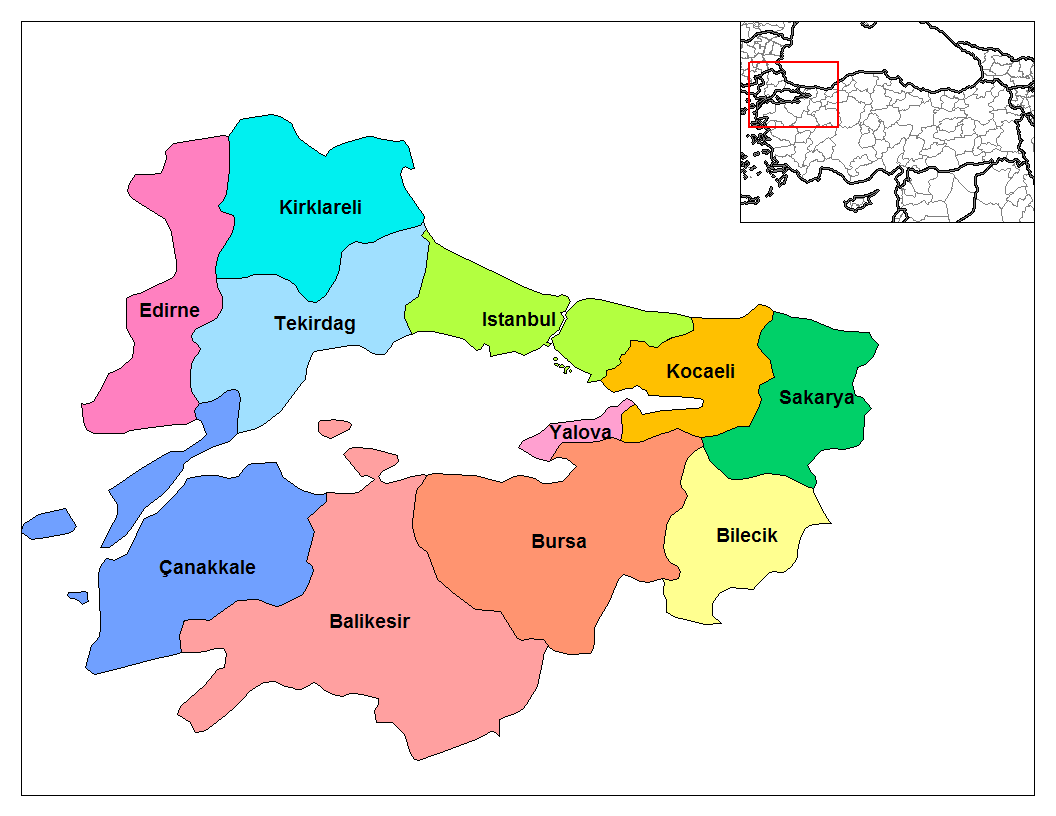
Regiunea Marmara

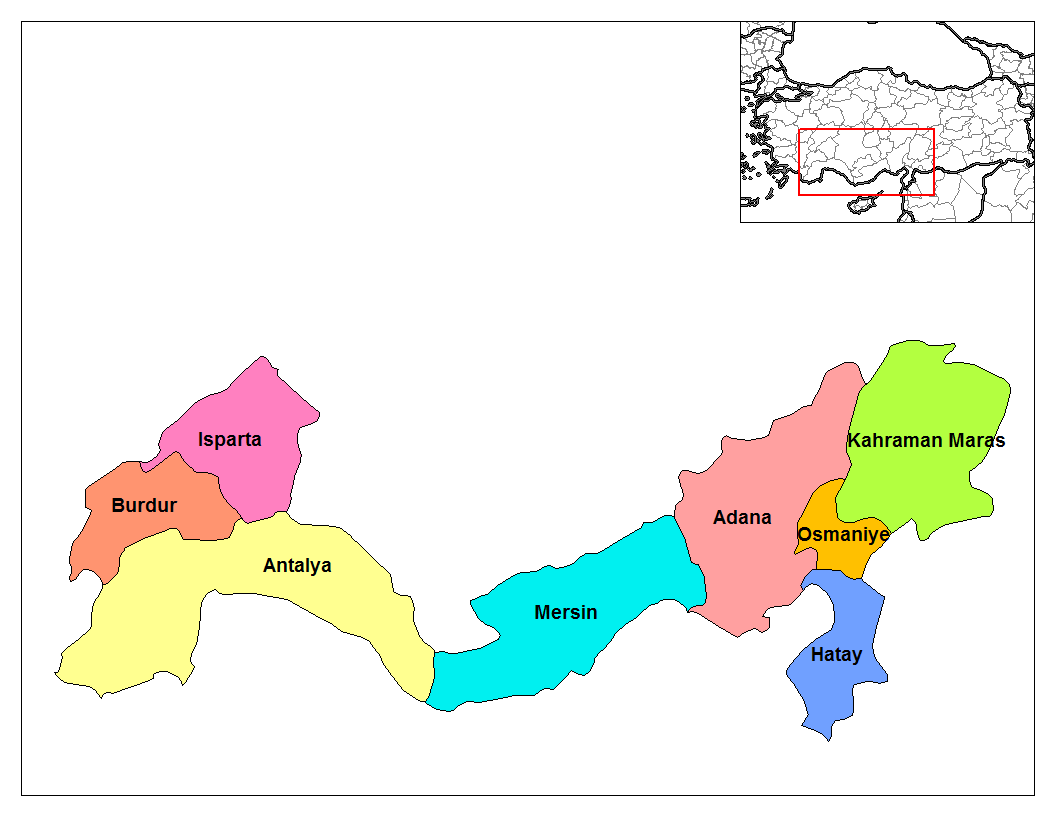
Regiunea Marea Mediterană

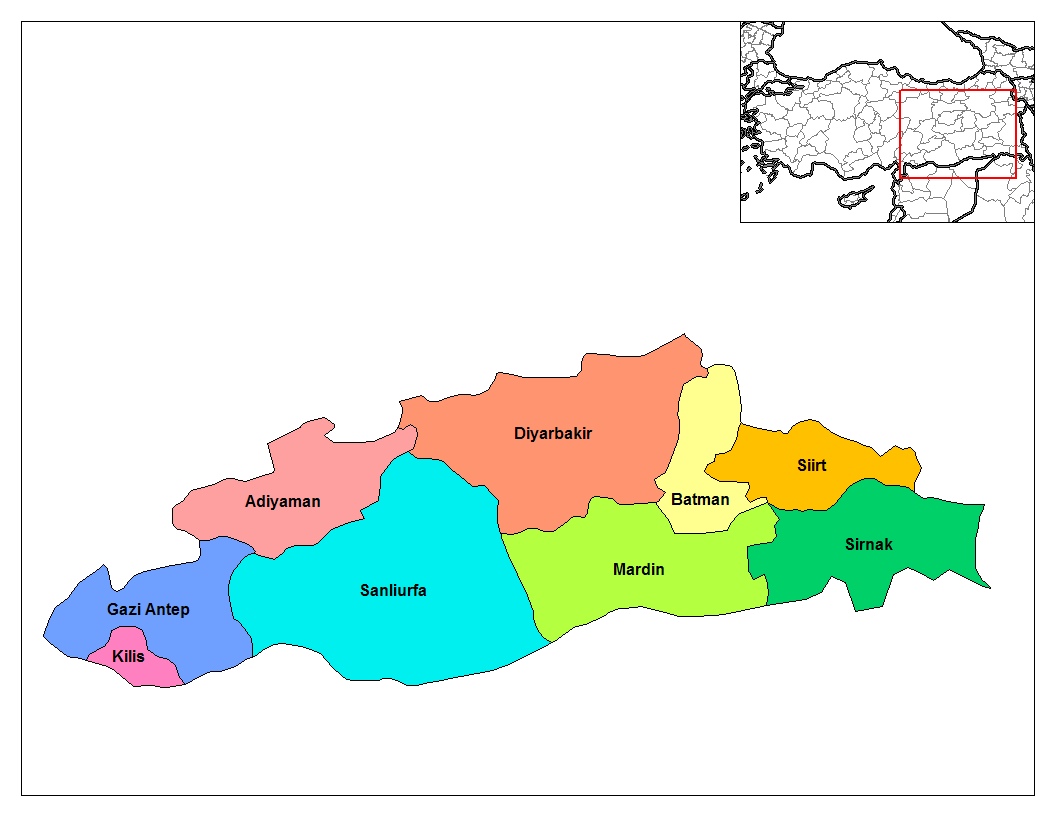
Regiunea Anatolia de sud-est

Turcia are 81 de provincii.
Regiunea Egeeană (Ege Bölgesi)

1. Afyonkarahisar
2. Aydın
3. Denizli
4. İzmir
5. Kütahya
6. Manisa
7. Muğla
8. Ușak

Regiunea Mării Negre (Karadeniz Bölgesi)

1. Provincia Amasya
2. Provincia Artvin
3. Provincia Bartın
4. Provincia Bayburt
5. Provincia Bolu
6. Provincia Çorum
7. Provincia Düzce
8. Provincia Giresun
9. Provincia Gümüșhane
10. Provincia Karabük
11. Provincia Kastamonu
12. Provincia Ordu
13. Provincia Rize
14. Provincia Samsun
15. Provincia Sinop
16. Provincia Tokat
17. Provincia Trabzon
18. Provincia Zonguldak

Regiunea Anatolia Centrală (İç Anadolu Bölgesi)

1. Provincia Aksaray
2. Provincia Ankara
3. Provincia Çankırı
4. Provincia Eskișehir
5. Provincia Karaman
6. Provincia Kayseri
7. Provincia Kırıkkale
8. Provincia Kırșehir
9. Provincia Konya
10. Provincia Nevșehir
11. Provincia Niğde
12. Provincia Sivas
13. Provincia Yozgat

Regiunea Anatolia de Est (Doğu Anadolu Bölgesi)

1. Provincia Ağrı
2. Provincia Ardahan
3. Provincia Bingöl
4. Provincia Bitlis
5. Provincia Elazığ
6. Provincia Erzincan
7. Provincia Erzurum
8. Provincia Hakkâri
9. Provincia Iğdır
10. Provincia Kars
11. Provincia Malatya
12. Provincia Muș
13. Provincia Tunceli
14. Provincia Van

Regiunea Marmara (Marmara Bölgesi)

1. Provincia Balıkesir
2. Provincia Bilecik
3. Provincia Bursa
4. Provincia Çanakkale
5. Provincia Edirne
6. Provincia İstanbul
7. Provincia Kırklareli
8. Provincia Kocaeli
9. Provincia Sakarya
10. Provincia Tekirdağ
11. Provincia Yalova

Regiunea Mediteraneană (Akdeniz Bölgesi)

1. Provincia Adana
2. Provincia Antalya
3. Provincia Burdur
4. Provincia Hatay
5. Provincia Isparta
6. Provincia Kahramanmaraș
7. Provincia Mersin
8. Provincia Osmaniye

Regiunea Anatolia de Sud-Est (Güneydoğu Anadolu Bölgesi)

1. Provincia Adıyaman
2. Provincia Batman
3. Provincia Diyarbakır
4. Provincia Gaziantep
5. Provincia Kilis
6. Provincia Mardin
7. Provincia Șanlıurfa
8. Provincia Siirt
9. Provincia Șırnak